# Mandarín Spawn
Mandarín Spawn es un personaje ficticio creado por el artista canadiense Todd McFarlane. El mandarín en vida llevó el nombre de Chenglei, que apareció por vez primera en la historieta Spawn Nº 165.

## Historia
En los últimos años de la dinastía del sur de Sung, antes de que el ejército de Kublai Kan el Mongol conquistara la China, un hombre llamado Zheng Li fue elegido gobernador de una provincia de Shanxi, era un gobernador crueldad y despiadado. Financiaba su ejército cobrando altos impuestos a los campesinos.
Al final de un verano en una aldea pobre al no poder reunir el tributo al gobernador Zheng Li deciden enviarle un extraño monstruo parecido a un ogro, totalmente insensible al dolor y a las heridas, pero tiene un talón de Aquiles cerca del corazón. Inmediatamente el gobernador Zheng Li hace una prueba enterrándole una espada en el pecho no presentando ningún gesto de dolor..., enseguida la hija del gobernador de nombre Shihong continuo perforado el rostro de la pobre bestia.
En el transcurso de los siguientes meses la criatura fue sometida a todo tipo de mutilación tomando un lugar de diversión. El gobernador desafiaba a los visitantes parra crear nuevas y más elaboradas torturas. Pero nadie pudo superar el cruel apetito de Shihong que continuaba con sus mutilaciones.
Hubo solo una persona de nombre Yuan Heng que se apiadó del llamado monstruo para tratar de hacerle una vida más agradable; por las noches le contaba historias de guerreros, cuentos legendarios de venganza, dioses y pactos con fuerzas divinas.
Una noche la hija del gobernador Shihong demuestra que no tiene límite su crueldad al desnudarse delante del monstruo y mofarse de él.
Uno de los mejores guerreros del gobernador de nombre Yang Shi por fin hirió a la criatura de gravedad dejándolo moribundo, lo acarrearon a su jaula donde Yuan Heng hizo todo lo posible para aliviar su dolor... de pronto aparece un misterioso hombre de blanco que dice ser enviado por Malebolgia, (no es nadie más que Mammon).

## Personajes de soporte

### Chenglei
Personaje principal de la historia.

### Zheng Li
Gobernador de una provincia miserable, de extrema pobreza…, que para protegerse de las invasiones mongolas, elevó los impuestos para pagar los mejores guerreros.
Una pequeña aldea al no poder pagar los impuestos, como tributo le mandaron un monstruo deforme insensible al dolor, el gobernador decidió utilizarlo para entretener a su corte y sus invitados torturándolo. La criatura muere, pero antes hace un pacto y es convertido en un Hellspawn, llevando a cabo una terrible venganza hacia todos los habitantes del castillo y al mismo gobernador 
Dado que el cuerpo del gobernador no ha sufrido ninguna descomposición a través del tiempo es exhibido en la entrado del castillo que al tocarlo abre sus ojos, como si estuviera todavía vivo...

### Yuan Heng
Fue el único en sentir lástima y amistad por la criatura, también fue el único en presenciar a Mammon conversar con el monstruo antes de morir, en ese momento pudo escuchar el nombre real de la criatura: Chenglei.  
Por la bondad que presentó hacia Chenglei, Mandarín Spawn le perdonó la vida.

### Shihong
Hija del Gobernador Zheng Li, que fue la más cruel con la criatura, con la búsqueda de múltiples juegos sádicos para el sufrimiento; cuando regresó Chenglei como Mandarín Spawn, fue la segunda en morir decapitándola y a la vez tomando el control de su ánima, llevándola al infierno a vivir con él.

### Yang Shi
El mejor guerrero del Gobernador Zheng Li, que dio muerte a la criatura con una flecha en su talón de Aquiles. En castigo, fue el primero en ser asesinado por el Mandarín Spawn.

### Mammon
Como es habitual, se encargó de crear el pacto de venganza que no pudo rechazar la criatura, y lo convierte en un Hellspawn.

### Malebolgia
Demonio que envió a Mammon a hacer un pacto con Chenglei.

## Figura del Mandarín Spawn
- Spawn Series 14: The Scarlet Edge por McFarlane Toys.
- Spawn Series 28: Regenerated por McFarlane Toys.